# Bronius Makauskas
Bronius Makauskas (ur. 20 listopada 1950 w Sankurach) – polski historyk narodowości litewskiej, wykładowca, dyplomata, działacz społeczny.

## Życiorys
W 1968 zdał maturę w Liceum Ogólnokształcącym w Puńsku. W 1974 ukończył studia historyczne na Uniwersytecie Gdańskim, a w 1980 uzyskał stopień doktora nauk humanistycznych. Odbył staże naukowe na Litwie, we Włoszech i Stanach Zjednoczonych.
W latach 1975–1979 oraz ponownie od 1987 do 2010 pracował w Instytucie Historii PAN. W latach 1980–1986 był pracownikiem Instytutu Krajów Socjalistycznych PAN. Na Uniwersytecie Warszawskim prowadził wykłady z historii krajów bałtyckich. Od 2002 do 2010 współpracował ze Studium Europy Wschodniej UW. Od 2010 był pracownikiem Katedry Historii Uniwersytetu Witolda Wielkiego w Kownie. W kolejnych latach pracował w Centrum Badania Ludobójstwa i Ruchu Oporu Mieszkańców Litwy, a od 2012 do 2018 na stanowisku radcy-ministra w Konsulacie Litwy w Sowiecku. Jest członkiem Litewskiej Katolickiej Akademii Nauk.
Do głównych tematów jego pracy naukowo-badawczej i dydaktycznej należą m.in. historia najnowsza krajów bałtyckich, stosunki polsko-litewskiego, antysowiecki opór zbrojny na Litwie oraz światowa wspólnota Litwinów. Jest autorem i współautorem podręczników do historii dla uczniów szkół litewskich.
Był działaczem litewskiej społeczności w Polsce. W latach 1980–1990 pełnił funkcję wiceprzewodniczącego zarządu głównego Litewskiego Towarzystwa Społeczno-Kulturalnego. Od 1993 do 1996 był przewodniczącym rady, a od 1996 wiceprzewodniczącym zarządu Wspólnoty Litwinów w Polsce. W latach 2000–2006 pełnił funkcję wiceprzewodniczącego zarządu Światowej Wspólnoty Litwinów.

## Wybrane publikacje
- Litwini w Polsce 1920–1939, Warszawa 1986 (jako Bronisław Makowski)
- Lietuvos istorija, Warszawa 1997
- Kraje bałtyckie w latach przełomu 1934–1944 (współaut. z Piotrem Łossowskim), Warszawa 2005

## Nagrody i odznaczenia
- Nagroda im. Joachima Lelewela (1985)
- Krzyż Kawalerski Orderu Wielkiego Księcia Giedymina (2001)[3]
- Krzyż Oficerski Orderu „Za Zasługi dla Litwy” (2006)[4]
- Nagroda Ministra Edukacji i Nauki Republiki Litewskiej (2008)
- Krzyż Kawalerski Orderu Odrodzenia Polski (2009)[5]